# Договір Яньдабо
| Мирний договір між Ост-Індійською компанією та Його Величністю королем Ава | Мирний договір між Ост-Індійською компанією та Його Величністю королем Ава |
| -------------------------------------------------------------------------- | -------------------------------------------------------------------------- |
| Підписано                                                                  | 24 February 1826                                                           |
| Місце                                                                      | Яндабо, Бірманська імперія                                                 |
| Підписанти                                                                 | - Королівство Ава ---- - Британська Ост-Індійська компанія                 |
| Мови                                                                       | англійська, бірманська                                                     |

Договір Яндабо ( бірм. ရန္တပိုစာချုပ် jàɰ̃dəbò sàdʑoʊʔ ) — мирний договір, що завершив Першу англо-бірманську війну .  Договір був підписаний 24 лютого 1826 року, майже через два роки після офіційного початку війни у   5 березня 1824 року, генералом сером Арчибальдом Кемпбеллом з британської сторони та губернатором Легайн Маха Мін Хла К'яу Хтіном з бірманської сторони, без будь-якого належного дозволу та згоди  королівства Ахом, королівства Качарі чи інших територій, охоплених договором. Оскільки британська армія стояла в селі Яндабо, всього за 80 км (50 миль) від столиці  Ава, бірманці були змушені прийняти британські умови без обговорення. 
Відповідно до договору бірманці погоджувалися:  
- Поступитися британцям Ассаму, Маніпуру, Ракхайну (Аракан) і Танінтайї (Тенасерім) на південь від річки Салуїн .
- Припинити будь-яке втручання в регіон Качар в Ассамі та район Джайнтія-Хіллс .
- Виплатити компенсацію в розмірі одного мільйона фунтів стерлінгів чотирма частинами.
- Дозволити обмін дипломатичними представниками між Авою та Калькуттою .
- Підписати комерційний договір у встановленому порядку.

Договір поклав край найдовшій і найдорожчій війні в історії Британської Індії. Загинуло п'ятнадцять тисяч європейських та індійських солдатів, а також невідома (але майже напевно більша) кількість бірманців. Кампанія коштувала британцям від п'яти мільйонів фунтів стерлінгів (приблизно 18,5 мільярдів доларів у 2006 році) до 13 мільйонів фунтів стерлінгів; ці витрати призвели до важкої економічної кризи в Британській Індії в 1833 році.
Для бірманців це стало початком кінця їхньої незалежності. Третя Бірманська імперія, яка протягом короткого часу була терором Британської Індії, була фактично зруйнована, покалічена і більше не становила загрози для східного кордону Британської Індії. Бірманці будуть пригнічені на довгі роки, виплачуючи величезну контрибуцію в один мільйон фунтів стерлінгів (тоді 5 мільйонів доларів США), велику суму навіть для Європи того часу. Британці проведуть ще дві війни проти набагато слабших бірманців і до 1885 року поглинуть усю країну.

## Початкові переговори
Коли у вересні 1825 року розпочалися перші мирні переговори в Нгагаунгбінзейку, що за 20 миль на північ від П'я (Проме), британці вже займали панівне становище. Після перемоги в битві при Дануб'ю у квітні 1825 року, в якій загинув бірманський головнокомандувач генерал Маха Бандула, британці закріпили свої здобутки в Нижній Бірмі, на узбережжі Ракхайн і Танінтхаї, а також в Ассамі і Маніпурі. Британці вимагали від бірманців визнати незалежність і "утриматися від втручання в Ассам, Маніпур і Качар", "поступитися Ракхайн і його залежними територіями", прийняти британського резидента при дворі Ави і виплатити компенсацію в розмірі двох мільйонів фунтів стерлінгів. Янгон і Танінтхаї утримуватимуться до тих пір, поки компенсація не буде виплачена.
Двір Ава не очікував і не бажав прийняти повного розчленування своєї західної імперії і нищівного покарання, якого вимагали. Але оскільки армія була сильно виснажена, бірманський посол, лорд Каулін, відповів, що його уряд:
1. Відмовився б від будь-яких претензій на Ассам і Маніпур
2. Заперечував проти британського вибору майбутнього маніпурського раджі
3. Поступився б узбережжям Танінтхаї, але не Ракхайн.

Британці не були вражені: "Питання не в тому, скільки ви нам поступитеся, а в тому, скільки ми вам повернемо".

## Зрив переговорів
Переговори провалилися, і бірманці вирішили воювати далі. У листопаді 1825 року бірманські війська під командуванням Маха Не Мьо, що складалися переважно з кількох шанських полків на чолі з їхніми власними шанськими вождями, зробили зухвалий поштовх до відвоювання П'яя і майже досягли успіху. Але на початку грудня переважаюча вогнева міць британців перемогла і розгромила відчайдушні зусилля бірманців. 
На початку 1826 року британці впевнено просувалися до Ави. Вони захопили стародавнє місто Паган 8 лютого, а 16 лютого - село Яндабо, менш ніж за 50 миль або чотири дні маршу від Ави.

## Підписання
Не маючи вибору, бірманці подали позов про мир. Бірманський король Багідау відправив делегацію, що складалася з одного американського, одного англійського і двох бірманських міністрів, на зустріч з командувачем британськими військами генералом сером Арчибальдом Кемпбеллом. Фінальні переговори не були переговорами взагалі. Бірманці були змушені погодитися з усіма британськими вимогами.
Британці вимагали, і бірманці погодилися:  
1. Перейти до узбережжя Британського Ассаму, Маніпуру, Тріпури, Ракхайну (Аракан) і Танінтайї (Тенасерім) на південь від річки Салуїн ,
2. Припиніть будь-яке втручання в Качар і Джайнтію ,
3. Виплатити відшкодування в один мільйон фунтів стерлінгів чотирма частинами,
4. Дозволити обмін дипломатичними представниками між Авою та Калькуттою,
5. У встановлений термін підписати комерційний договір.

Перша частина відшкодування мала бути виплачена негайно, друга - протягом перших 100 днів після підписання договору, а решта - протягом двох років. До виплати другої частини британці не залишали Янгон. 
Договір Яндабо був підписаний генералом Кемпбеллом з британської сторони і губернатором Легайн Маха Мін Хла К'яу Хтіном з бірманської сторони 24 лютого 1826 року. Бірманці виплатили 250 000 фунтів стерлінгів золотими та срібними злитками як першу частину компенсації, а також звільнили британських військовополонених

## Наслідки
Договір наклав важкий фінансовий тягар на Бірманське королівство і фактично зробив його калікою. Британські умови на переговорах були під сильним впливом великих людських і матеріальних втрат, які спричинила війна. У війні було задіяно близько 40 000 британських та індійських солдатів, з яких 15 000 було вбито. Втрати для фінансів Британської Індії були майже руйнівними і становили близько 13 мільйонів фунтів стерлінгів. Витрати на війну спричинили важку економічну кризу в Індії, яка до 1833 року збанкрутувала бенгальські агентства і коштувала Британській Ост-Індійській компанії решти привілеїв, включно з монополією на торгівлю з Китаєм . 
Такі території, як Ассам, стали частиною Британської Індії. Для бірманців цей договір став повним приниженням і тривалим фінансовим тягарем. Ціле покоління чоловіків було знищено в боях. Світ, який знали бірманці, світ завоювань і військової гордості, побудований на основі вражаючих військових успіхів попередніх 75 років, розвалився. Двір Ава не міг змиритися з втратою територій і робив безуспішні спроби повернути їх назад. Запрошений британський резидент в Ава був щоденним нагадуванням про приниження поразки. 
Що ще важливіше, тягар відшкодування збитків призвів би до банкрутства королівської скарбниці на довгі роки. Відшкодування в один мільйон фунтів стерлінгів вважалося б колосальною сумою навіть у тогочасній Європі, а в перерахунку на бірманські к'яти, еквівалентні 10 мільйонам, ця сума ставала просто жахливою. Вартість життя середньостатистичного селянина у Верхній Бірмі в 1826 році становила один к'ят на місяць. 
Договір досяг своєї мети: Залишити Бірму калікою.  Дійсно, британці проведуть ще дві, набагато легші, війни проти тепер набагато слабших бірманців у 1852 та 1885 роках, зрештою анексувавши всю країну до 1885 року. 

## зовнішні посилання
- Договір Яньдабо